# 新疆联合机械集团
新疆联合机械(集团)有限责任公司，是在80年代創立，後來被中國機械工業集團有限公司收歸旗下公司，在1998年，已和當時旗下中国农牧业机械总公司合併，成為中國收獲機械總公司取代至今。